# Bijeli lav
Bijeli lav (lat. Panthera leo krugeri) je prirodna obojena (mutirana) varijanta južnoafričkog lava Može biti ostvarena samo ako oba roditelja imaju recesivne gene za bijelu boju. U prirodi su rijetki. Mnogi žive u zoološkim vrtovima.
                                                                         

## Životni prostor
Bijeli lavovi žive u prirodnim rezervatima Južnoafričke Republike, točnije biosferi Kruger-to-Canyons. U prošlosti su divlji bijeli lavovi bili potpuno istrijebljeni zbog komercijalnog lova. Osim južnoafričkih prirodnih rezervata, bijelih lavova ima u mnogim zoološkim vrtovima.

## Vanjske poveznice
- Mutacije velikih mačaka-lav  Arhivirana inačica izvorne stranice od 9. studenoga 2006. (Wayback Machine)